# Biblioteca médica Lane
La Biblioteca médica Lane (Lane Medical Library & Knowledge Management Center, nombre completo en inglés) es la biblioteca de la Facultad de Medicina de la Universidad de Stanford , cerca de Palo Alto, California . Su misión es "permitir el descubrimiento biomédico conectando a las personas con el conocimiento".  Está ubicada en el campus adyacente al Hospital y Clínicas de Stanford . Además de libros, revistas y documentos para la investigación médica y la enseñanza y la práctica de la medicina, Lane Library alberga una importante colección de material relacionado con la historia de la medicina.  La biblioteca también proporciona capacidades de búsqueda especializadas,  clases y tutorías, apoyo en escritura y subvenciones, y espacios de estudio grupales e individuales.

## Historia
Levi Cooper Lane fue médico y cirujano en San Francisco en el siglo XIX. Se desempeñó en la facultad del Departamento de Medicina del College of the Pacific, que fue la primera escuela de medicina en la costa del Pacífico, fundada en 1858 por el tío de Lane, Elias Samuel Cooper . Después de la muerte de Cooper en 1862, la escuela de medicina dejó de funcionar. En 1870 Lane lo revivió, se convirtió en presidente y lo renombró como Medical College of the Pacific. En 1882 cambió el nombre a Cooper Medical College, el nombre de su tío, su fundador. Construyó con sus propios fondos un nuevo edificio de ladrillo para la escuela de medicina en la esquina de las calles Sacramento y Webster, que sirvió continuamente como escuela de medicina desde 1882 hasta 1959. También construyó un hospital y una escuela de enfermería adyacentes, y en su testamento dispuso la construcción de una biblioteca al otro lado de la calle de la universidad. 
Lane murió el 9 de febrero de 1902 y su viuda murió en agosto de 1902; en el testamento de su viuda, un tercio de los bienes de Lane fue entregado al Cooper Medical College para establecer una biblioteca médica.  En agosto de 1906, los directores de Cooper Medical College aprobaron una resolución que establecía la Lane Medical Library. En 1908, Stanford adquirió Cooper Medical College como el núcleo del Departamento Médico de Stanford, ahora la Facultad de Medicina de la Universidad de Stanford . En 1910, Stanford también adquirió los activos de Levi C. Lane Medical Library Trust, que consta de 30 000 volúmenes, así como un sitio de construcción y fondos para la construcción de una biblioteca.  Lane Library se inauguró el 3 de noviembre de 1912.  Fue una parte integral del sistema de bibliotecas de Stanford a pesar de estar ubicado en San Francisco. Era la biblioteca médica más grande al oeste de Chicago.  El edificio sigue en pie; ahora alberga la Biblioteca de Ciencias de la Salud del California Pacific Medical Center.  La escuela de medicina y la biblioteca Lane se trasladaron al campus principal de Stanford en 1959.